# George Hendrik Breitner
George Hendrik Breitner (Rótterdam, 12 de septiembre de 1857-Ámsterdam, 5 de junio de 1923) fue un pintor impresionista holandés. Habría tenido influencia sobre Piet Mondrian y Van Gogh. Dos de sus telas se encuentran en el Museo de Orsay en París y otras en Ámsterdam, tanto en el Rijksmuseum como en el Stedelijk.

## Biografía
Después de dejar la escuela y tomar clases particulares con el pintor de género de Rotterdam Christoffel Neurdenberg, Breitner asistió, de 1876 a 1880, a la Real Academia de Arte de La Haya, donde su extraordinario talento fue recompensado en varias ocasiones. Desde octubre de 1878 hasta abril de 1879 trabajó como profesor de arte en la academia de Leiden Ars Aemula Naturae. En 1880 fue expulsado de la Academia de Arte de La Haya por faltas de conducta, por incumplir las normas de la misma. Ese mismo año vivó con el pintor Willem Maris en Loosduinen, y fue aceptado como miembro de Pulchri Studio, una importante sociedad de artistas de La Haya.
Entre 1880 y 1881 trabajó en el famoso Panorama Mesdag junto con Hendrik Mesdag, Sientje Mesdag- van Houten, Theophile de Bock y Barend Blommers. En 1882 conoció y trabajó junto con Vincent van Gogh, con quien a menudo fue a dibujar a las zonas más pobres de La Haya. Breitner prefería modelos de la clase trabajadora: los trabajadores, las niñas y las sirvientes de los distritos pobres. Interesado en la suerte de la gente común, como muchos artistas de ese período, se nutre de la conciencia social de los escritores franceses, como Émile Zola.
Fue miembro del grupo de artistas holandeses conocido como Tachtigers (traducción aproximada: de los Ochenta), debido a su influencia artística en la década de 1880, y que incluye pintores como Isaac Israëls y Willem Witsen, y poetas como Willem Kloos. 
En 1886 ingresó en la Rijksacademie de Ámsterdam, pero pronto quedó claro que Breitner estaba mucho más allá del nivel de educación que se ofrecía allí.

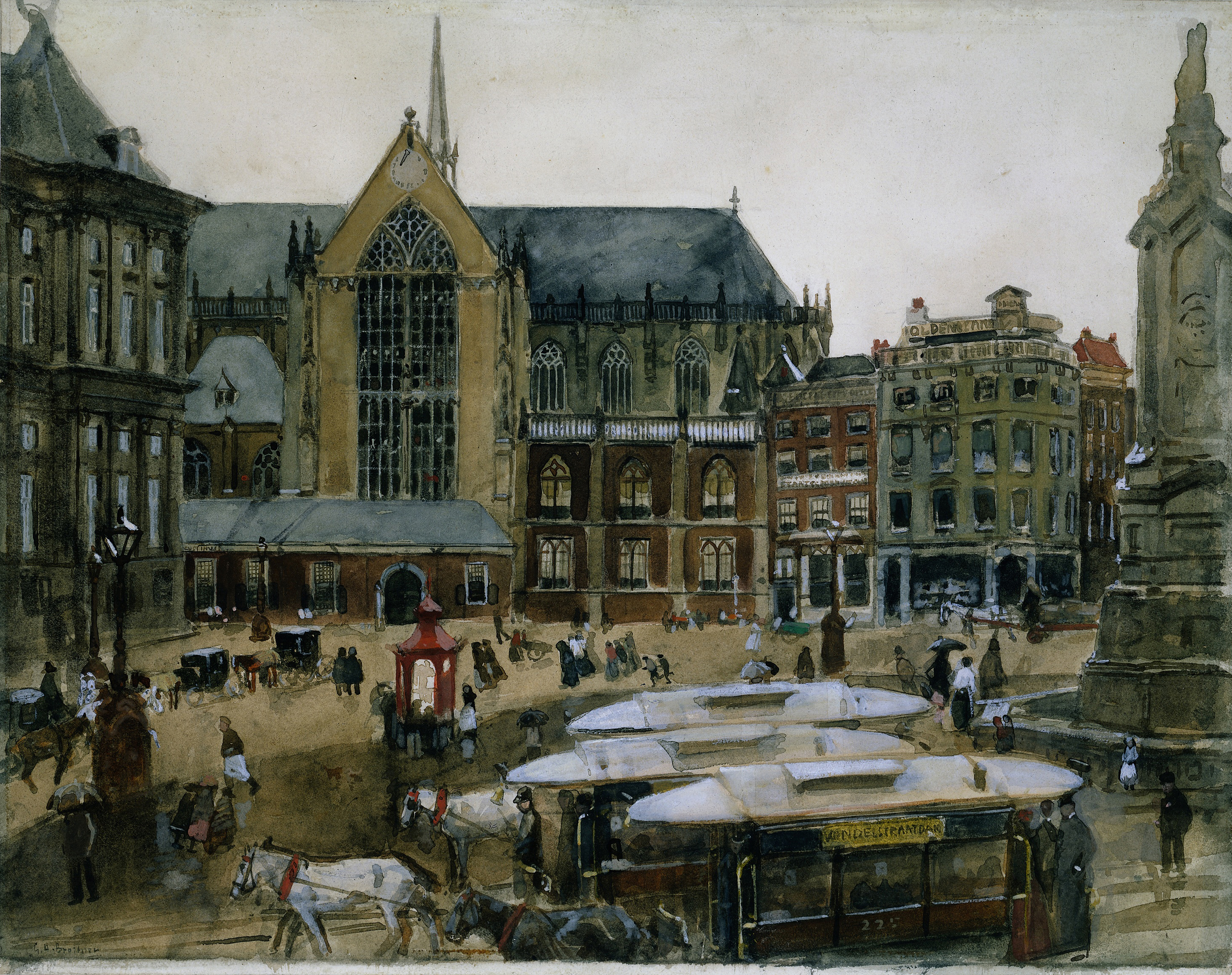
La plaza Dam de Ámsterdam en 1895. Rijksmuseum.

Breitner se veía a sí mismo como el pintor del Pueblo. Fue el pintor de la ciudad por excelencia: los pilotes de madera de la base del puerto, trabajos de demolición y obras de construcción en el casco antiguo, tranvías de caballos en la Plaza Dam, canales o la ciudad bajo la lluvia. Con sus pinceladas nerviosas captó la dinámica de la vida en la calle. Durante el final de la década 1880 y comienzos de los años 1890, cuando las cámaras de fotos se hicieron asequibles, Breitner tenía un instrumento mucho mejor para satisfacer sus ambiciones. Se interesó en la captura del movimiento e iluminación de la ciudad, y se convirtió en un maestro en ello. Es posible que su preferencia por las condiciones climáticas nubosas y una paleta de colores marrones grisáceos fuesen el resultado de las limitaciones del material fotográfico. 

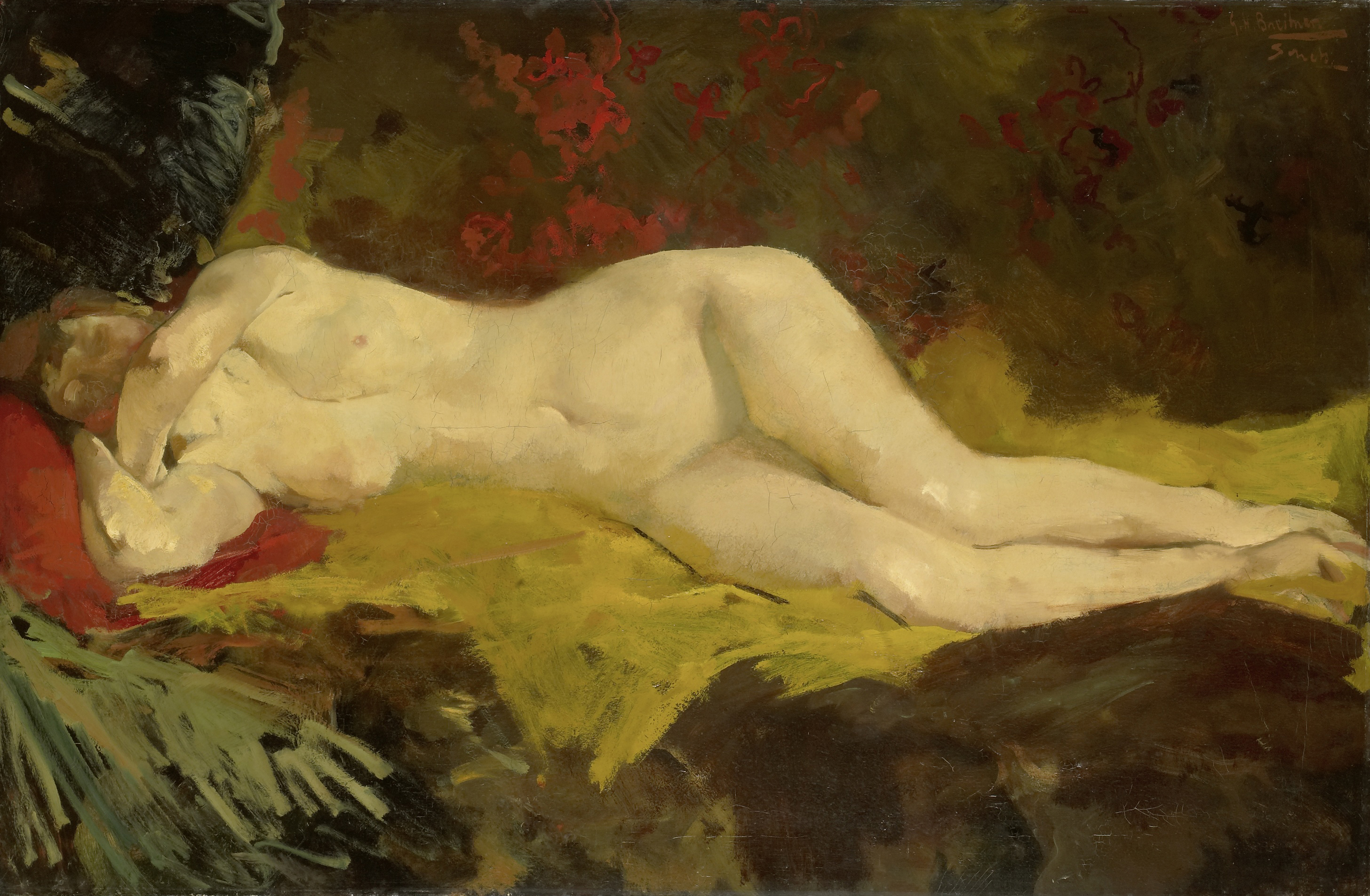
Mujer reclinada.
Museo Stedelijk.

Breitner también pintó desnudos femeninos, pero al igual que Rembrandt fue criticado porque sus desnudos fueron pintados también de forma realista y no se parecían al ideal común de la belleza. En su época, las pinturas de Breitner fueron admiradas por los artistas y amantes del arte, pero a menudo despreciados por los críticos de arte de los Países Bajos por su cruda y realista naturaleza. 
Al llegar el cambio de siglo Breitner era un famoso pintor en los Países Bajos, como lo demuestra el gran éxito conseguido en la exposición retrospectiva Arti et Amicitiae de Ámsterdam (1901). Breitner viajó con frecuencia en las últimas décadas de su vida, visitando París, Londres y Berlín, entre otras ciudades, y siguió tomando fotografías. En 1909 se trasladó a los Estados Unidos como miembro del jurado para la Exposición Internacional Carnegie de Pittsburgh. 
Aunque Breitner realizó exhibiciones en el extranjero desde el principio, su fama nunca cruzó las fronteras de los Países Bajos. El interés que recibió en el extranjero era para sus obras más anecdóticas y pintorescas, las típicas de la Escuela de La Haya. Con el paso del tiempo los críticos perdieron el interés por la obra de Breitner, las generaciones más jóvenes consideraron que era un impresionismo demasiado superficial. Ellos aspiraban a una forma de arte más elevada y espiritual, pero Breitner no se dejó influenciar por estas nuevas tendencias artísticas: alrededor de 1905-1910 Jan Sluyters, Piet Mondrian y Leo Gestel practicaban el puntillismo; entre 1911 y 1914 los últimos movimientos de arte llegaron a los Países Bajos uno tras otro, incluyendo el cubismo, futurismo y expresionismo. El papel de Breitner como pintor se terminó en la historia contemporánea. 
Breitner solo tuvo dos alumnos, Maks Kees (1876-1967) y Marie Henrie Mackenzie (1878-1961). 

## Características

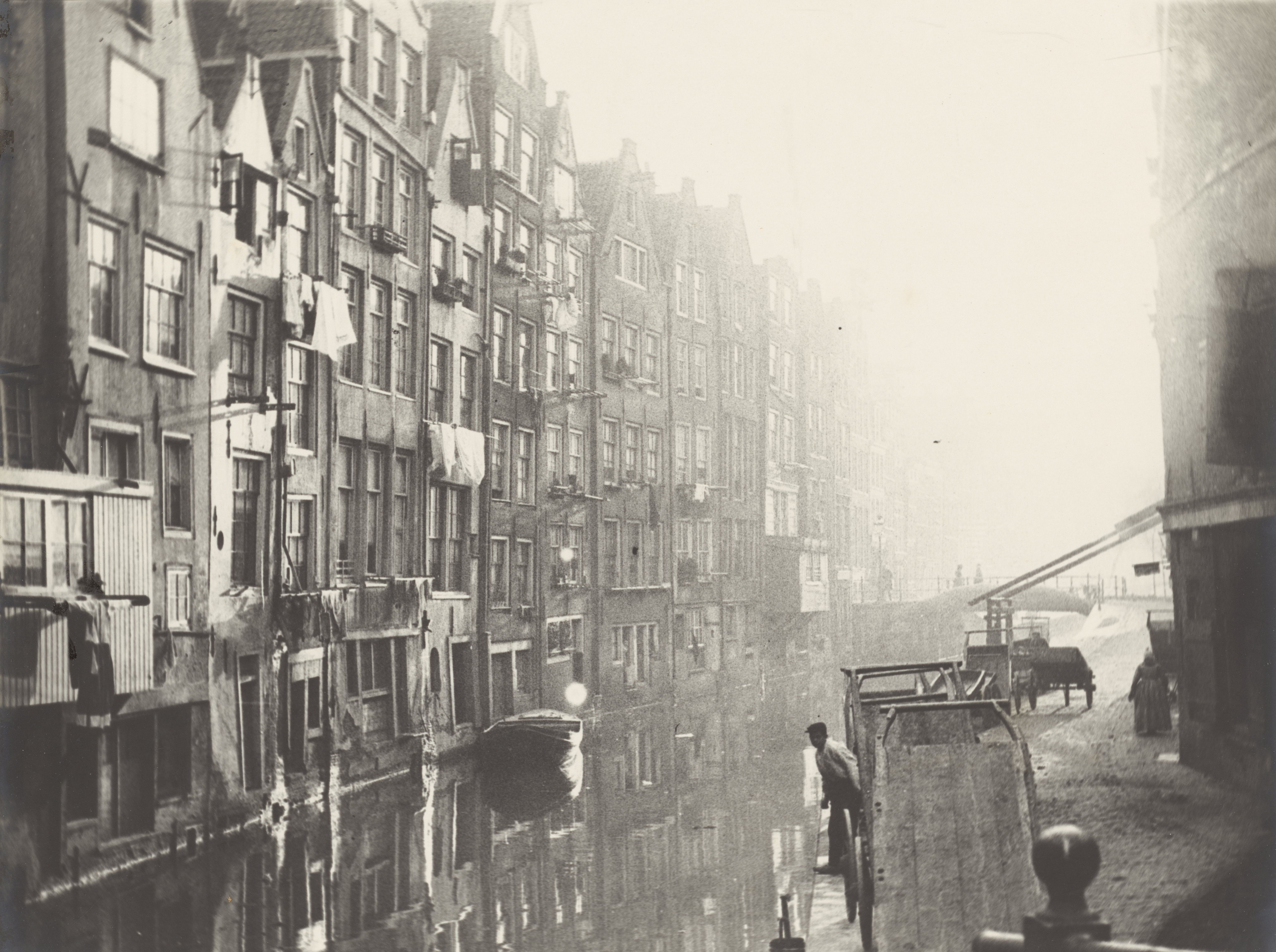
Oudezijds Achterburgwal, Ámsterdam fotografía (c.1890-1900).

Breitner fue el representante del Realismo en los Países Bajos, donde produjo una honda impresión, similar a la de Courbet en Francia. En sus primeros años, el comerciante A. P. van Stolk, quien estaba interesado en el arte, desempeñó un papel importante, ya que dio apoyo financiero al joven pintor desde 1877 hasta 1883, pero sus gustos conservadores le enfrentaron con el estilo particular Breitner. 
El descubrimiento en 1996 de una gran colección de fotografías y negativos deja claro que Breitner fue también un talentoso fotógrafo de la vida cotidiana de la ciudad. A veces, hizo varias fotografías del mismo tema desde diferentes perspectivas o en diferentes condiciones meteorológicas. Las fotos a veces fueron luego el tema inmediato de una pintura, por ejemplo, las Muchachas en kimono. En otras ocasiones, Breitner utiliza la fotografía como referencia general, para capturar una atmósfera, un efecto de luz o el tiempo en la ciudad en un momento determinado. 
Breitner es recordado en Holanda en una frase popular: cuando las calles son grises y lluviosas, en Ámsterdam se dice que es el típico tiempo de Breitner.